# Чарторыйская, Анна
Анна Мария Тереза Чарторыйская  (род. 8 января 1984, Варшава) — польская актриса.

## Происхождение
Представительница польского княжеского рода Чарторыйских. Дочь польского дипломата Станислава Яна Анджея Чарторыйского (род. 1939) и Евы Минковской (род. 1959).

## Образование
Окончила лицей имени Доброго Махараджи на улице Бернадской в Варшаве и Государственную Музыкальную Школу 2 степени им. Ф. Шопена в Варшаве (вокал). Затем два года училась музыковедению в Варшавском университете. В 2009 году окончила Театральную академию им. Александра Зельверовича в Варшаве.

## Карьера
В 2009—2013 годах Анна Чарторыйская работала в Театре «Современник» в Варшаве, где дебютировала в музыкальных спектаклях «To idzie młodość» и «Moulin Noir».
Затем она выступала в Драматическом театре в Варшаве в роли Fior в «Operetce» Витольда Гомбровича и на новой сцене Музыкального Театра в Варшаве (Teatr Muzyczny Roma). В марте 2011 года на это сцене произошла её премьера в монодраме «Morfina», основанной на воспоминаниях Елены Булгаковой и песен Агнешки Осецкой, Марка Грехуты и Януша Кофта.
Песни Анны Чарторыйской из монодрамы «Morfina» вышли на одноименном диске актрисы, изданном в 2012 году Польским Радио. Песни из этого альбома после специальной обработки данных были исполнены симфоническими оркестрами в филармониях в Калише, Быдгощи, Слупске и других городах Польши.
Она выступала на Национальном Фестивале Польской Песни в Ополе в 2011 году на концерте «Panna, Madonna, Legenda tych lat…», посвященном Еве Демарчик. Также Анна спела «Grande Valse Brillante». Год спустя, в рамках 49-го Фестиваля в Ополе вместе с Анной Дерешовской и Галиной Млинковой вела концерт «Superpremier».
Широкой публике она известна своими ролями в популярных телесериалах, таких как «Nad Rozlewiskiem» или «Szpilki na Giewoncie».
Является польским представителем бренда «Guess», «Marciano» и Ассоциации «Piękne Anioły» (Красивые Ангелы).

## Театр
2013 — «Zorro» в роли Луи, реж. Томаш Душкевич, Театр Комедии в Варшаве
2012 — «Operetka» Витольда Гомбровича в роли Fior, реж. Войцех Косьцельняк, Драматический театр в Варшаве
2011 — «Gran Operita» в роли Дианы Блуменфельд, реж. Ежи Пшибыльский Театр Современник в Варшаве
2011 — «Morfina» в роли Елены Булгаковой, реж. Вальдемар Разняк, Новая Сцена, Музыкальный театр «Рома»
2010 — «Piosenka jest dobra na wszystko, czyli nieobecni mają rację» в роли Бедняжки, реж. Вальдемар Смигасевич, Новая Сцена, Музыкальный театр «Рома»
2008 — «o idzie młodość», реж. Мацей Энглерт, Театр Современник в Варшаве
2008 — «Moulin Noir», реж. Ежи Пшибыльский, Театр Современник в Варшаве

## Фильмы
2013 год — «Facet (nie)potrzebny od zaraz», реж. Вероника Мигон, в роли Анны
2011 год — «Najweselszy człowiek», реж. Лукаш Вилежалек в роли Активистки

## Сериалы
2013 — Kampen for tilværelsen (Norwegia), jako Ania (reż. Marit Moum Aune)
2013 — Cisza nad rozlewiskiem jako Paula (reż. Adek Drabiński)
2013 — Czas honoru (sezon VI), jako Siostra Małgorzata (reż. Katarzyna Klimkiewicz)
2012 — Nad rozlewiskiem, jako Paula (reż. Adek Drabiński)
2012 — Szpiedzy w Warszawie (The Spies of Warsaw), jako Cecylia (реж. Коки Гедройц)
2012 — Reguły gry (odc. 8 «Flirtując z ogniem»), jako Paulina (reż. Bartłomiej Ignaciuk)
2011 — Na dobre i na złe (odc. 465, 467, 468, 470), jako Dorota Lewicka
2011—2012 — Szpilki na Giewoncie, jako Xenia (reż. Filip Zylber, Radosław Piwowarski)
2011 — Życie nad rozlewiskiem, jako Paula (reż. Adek Drabiński)
2010 — Ojciec Mateusz (odc. 64 «Aukcja»), jako Grażyna (reż. Andrzej Kostenko)
2010 — Miłość nad rozlewiskiem, jako Paula (reż. Adek Drabiński)
2010 — Nowa, jako Ewa Kalita (reż. Tomasz Szafrański)
2009 — Przystań, jako Anka (reż. Filip Zylber)
2009 — Dom nad rozlewiskiem, jako Paula (реж. Адек Драбински)

## Дискография
2012 год — «Morfina», Польское Радио

## Этюды и видеопоказы короткометражных фильмов
2013 год — «Pre Mortem», jako Żona Porucznika (reż. Konrad Łęcki)
2013 год — Flora i fauna, jako Nauczycielka (reż Piotr Litwin)
2008 год — Bal przebierańców, jako Mała Myszka, (reż. Krzysztof Szot)

## Телевидение
В 2005 году Анна Чарторыйская появилась в четвёртом выпуске телепередачи Idol.
В 2011 году была вместе с Лешеком Можджером гостем в программе «Kuby Wojewódzkiego».
В июне 2011 года она спела «Grande Valse Brillante» во время концерта «Панна, Мадонна, Легенда тех лет…», в рамках 48-го Фестиваля Польской Песни в Ополе.
В ноябре 2011 года вела вместе с Мацеем Орлосом церемонию вручения «Золотых Уток».
В 2012 году вела вместе с Анной Дерешовской и Галиной Млинковой концерт Superpremier в рамках 49-го Фестиваля Польской Песни в Ополе.
В декабре 2013 года вела вместе с Томашем Каммелем церемонию вручения «Róż Gali».

## Призы и награды
2012 год — Arete, приз Театра Польского Радио за дебют на радио в монодраме «Morfina»

## Семья
1 апреля 2013 года Анна Чарторыйская вышла замуж за Михаила Немчицкого (род. 1980), сына польского предпринимателя Збигнева Мариана Немчицкого (род. 1947) и Катарины Франк (род. 1951).
11 июля 2014 года актриса родила сына, мальчик получил имя Ксаверий.